# Puja (Buddhismus)

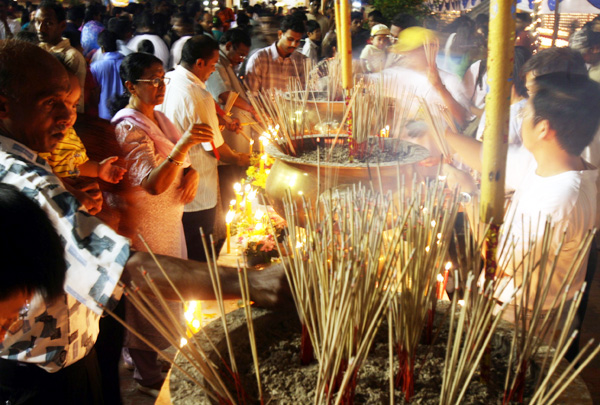
Räucheropfer zum Vesakh in Malaysia

Puja (Sanskrit, f., पूजा, pūjā, [puːʤɑː]) bedeutet in etwa „Verehrung“ oder „Ehrerweisung“. Die Puja gehört als Ritual zu den wichtigsten Bestandteilen des buddhistischen Alltags. Hier ist sie etwa das, was für Christen die Andacht ist – ergänzt um den Aspekt der Verdienstübertragung. Im Idealfall wird die Puja täglich praktiziert, besonders jedoch zu buddhistischen Festen und Feiertagen. Die Puja im Hinduismus wird auf andere Art und Weise abgehalten.

## Ablauf
Je nach buddhistischer Tradition kann sich der Ablauf und Umfang erheblich unterscheiden. Hier Theravada als Beispiel:
1. Pavesa (Einleitung) – Dreimal wird die Verehrung (Namaskara) wiederholt „Namo tassa bhagavato arahato sammasambuddasa“ (Verehrung sei ihm, dem Erhabenen, Heiligen, vollkommenen Erwachten. Gemeint ist Buddha.)
2. Tisaraṇa (dreifache Zufluchtnahme) – Es wird dreimal die Zuflucht zu Buddhaṃ (Buddha), Dhammaṃ (der Lehre) und zum Sanghaṃ (der Gemeinschaft) genommen.
3. Pañca Sīla (Fünf Tugendregeln) – Das Gelöbnis wird erneuert oder neu abgelegt, das heißt es werden die fünf (für Laien), acht (an den Uposath-Feiertagen) oder zehn (für Novizen/Samaneras) Tugendregeln gelobt.
4. Vandanā (Verehrung) – Nun wird ausführlich noch einmal …
  1. Buddhavandana – der Buddha verehrt,
  2. Dhammavandana – die Lehre verehrt und
  3. Sanghavandana – die Gemeinschaft verehrt.
5. Mahamangalasutta (Die Rede vom Großen Heil) – Diese Sutta wird rezitiert, da in ihm eine Gottheit zu Buddha spricht und Dinge aufzählt, die heilsam sind und Verdienste bringen.
6. Ratanasutta (Juwelenrede) – In dem Sutta werden die Götter gebeten, sich den Menschen in Güte zuzuwenden die ihnen Opfer bringen. Dann wird aufgezählt, welch Gewinn zu erwarten ist aus den guten Taten und dem Befolgen des Achtfachen Pfads.
7. Mettasutta (Das Lied der (liebenden) Güte) – Im Sutta wird zur Rücksichtnahme und Versöhnlichkeit gemahnt.
Ein Auszug:
 „Mata yatha niyam puttam ayusa ekaputtamanurakkhe, evam pi sabbabhutesu manasam bhavaye aparimanam.“
„Wie ihren eig’nen Sohn die Mutter, ihr einzig’ Kind mit dem Leben schützt, entfalte man zu allen Wesen ohne Schranken seinen Geist!“
8. Khandha paritta (Khandha-Schutzverse) – Allen Wesen wird Gutes gewünscht und dass sie einem selbst auch kein Schaden zufügen mögen.
9. Pupphapuja (Blumenopfer) – Zur Verehrung werden dem Buddha Blumen geopfert und daran erinnert, dass der eigene Körper wie die Blumen verwelken wird.
10. Padipapuja (Lichtopfer)
11. Sugandhapuja (Räucheropfer)
12. Paniya Puja (Wasseropfer)
13. Pattidāna (Verdienstübertragung) –
A) Entweder werden die Götter gebeten, die eigenen Verdienste als Gaben anzunehmen, um dafür den Buddha, die Lehre und die Gemeinschaft zu schützen. Oder …
B) Alle Wesen werden gebeten, sich an den erworbenen Verdiensten zu erfreuen.
14. Patthana-Gatha (Wunschverse) – Vor dem Buddha wird um Nachsicht bei zurückliegenden Verfehlungen gebeten.

## Sri Lanka
Im Theravada-Buddhismus von Sri Lanka ist hevisi puja eine „musikalische Opferzeremonie“ mit zeremoniellen Trommeln, die seit Jahrhunderten zu den buddhistischen Tempelritualen gehört, eine andere musikalische Tempeltradition ist pancaturya nada („Klang der fünf Musikinstrumente“).